# Cybianthus psychotriifolius
Cybianthus psychotriifolius är en viveväxtart som först beskrevs av Henry Hurd Rusby, och fick sitt nu gällande namn av Henry Hurd Rusby och Carl Christian Mez. Cybianthus psychotriifolius ingår i släktet Cybianthus, och familjen viveväxter. Inga underarter finns listade i Catalogue of Life.